# Tributylzinnfluorid
Tributylzinnfluorid ist eine organische Verbindung aus der Gruppe der Tributylzinnverbindungen.

## Eigenschaften
Tributylzinnfluorid liegt bei Normalbedingungen als weißes Pulver mit einer Dichte von 1,25 g/cm³ vor. Es ist nur sehr wenig wasserlöslich, mit 6 ppm, gemessen in Meerwasser bei pH 8,2.

## Reaktionen
Tributylzinnfluorid kann verwendet werden, um Tributylzinnhydrid für Hydrostannylierungsreaktionen in situ zu gewinnen. Dazu wird ersteres mit Polymethylhydrosiloxan und katalytischen Mengen Tetrabutylammoniumfluorid umgesetzt. Außerdem eignet es sich zur Herstellung von Butylmagnesiumfluorid, wobei es mit Dibutylmagnesium umgesetzt wird und Tetrabutylzinn als Nebenprodukt anfällt.

## Verwendung
Organozinnverbindungen, beispielsweise Triphenylzinnfluorid und Tributylzinnfluorid wurden früher als Biozide in Farben verwendet, beispielsweise in Antifouling-Anwendungen. Heute wird es vor allem als Zusatz in Farben und Beschichtungen zur Verbesserung dr Stabilität verwendet sowie als Stabilisator für PVC. Der weltweite Produktionswert im Jahr 2022 betrug etwa 65 Millionen US-Dollar.